# Rhombus
Rhombus (z łac. „Romb”) – historyczny gwiazdozbiór stworzony przez Isaaca Habrechta w 1621 roku i umieszczony na globusie niebieskim. Habrecht narysował gwiazdozbiór jako równoległoboczną ramkę o gwiazdach w czterech rogach, położoną między Obłokami Magellana daleko na południowej półkuli nieba. Habrecht nie pozostawił żadnego opisu i późniejsi autorzy map nieba uznali, że gwiazdozbiór jest prostą figurą geometryczną. Tymczasem oryginalny opis brzmiał nie Rhombus, a Rhombo, co dosłownie oznacza instrument czuryngę i intencją autora mogło być (choć nie musiało) ukazanie instrumentu, pojawiającego się w opowieściach żeglarzy odwiedzających półkulę południową. Dziewiętnastowieczni astronomowie uznawali, że „Romb” Habrechta był pierwowzorem gwiazdozbioru Sieci, jaki stworzył (lub w tym wypadku zaadaptował) Lacaille w 1752 roku. Porównanie z mapami z XVI–XVII wieku ukazuje jednak, że tylko Alfa i Beta Reticuli wchodziły w jego skład, zaś pozostałymi dwoma wierzchołkami były Gamma i Ni Hydri z gwiazdozbioru Węża Wodnego.